# Provinz Grosseto
Die Provinz Grosseto (ital. Provincia di Grosseto) ist die südlichste und mit 4.504 km² die flächenmäßig größte der zehn Provinzen der italienischen Region Toskana. Sie hat 215.802 Einwohner (Stand 31. Dezember 2023). Hauptstadt ist die Stadt Grosseto.

## Größte Gemeinden
(Einwohnerzahlen Stand 31. Dezember 2023)
| Gemeinde                  | Einwohner |
| ------------------------- | --------- |
| Grosseto                  | 81.482    |
| Follonica                 | 20.307    |
| Orbetello                 | 14.149    |
| Monte Argentario          | 11.783    |
| Roccastrada               | 8736      |
| Gavorrano                 | 8301      |
| Massa Marittima           | 8174      |
| Manciano                  | 7023      |
| Castiglione della Pescaia | 7105      |

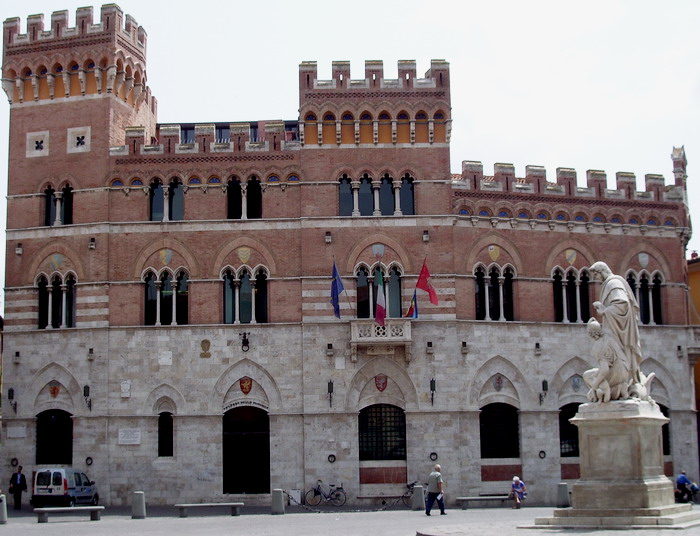
Grosseto, Palazzo Aldobrandeschi, Regierungssitz der Provinz

Die Liste der Gemeinden in der Toskana beinhaltet alle Gemeinden der Provinz mit Einwohnerzahlen.